# Rimasco
Rimasco là một đô thị ở tỉnh Vercelli trong vùng Piedmont thuộc Ý, có cự ly khoảng 90 km về phía đông bắc của Torino và khoảng 70 km về phía tây bắc của Vercelli. Tại thời điểm ngày 31 tháng 12 năm 2004, đô thị này có dân số 150 người và diện tích là 24,4 km².
Rimasco giáp các đô thị: Boccioleto, Carcoforo, Fobello, Rima San Giuseppe, và Rossa.

## Links
- Photos Lưu trữ ngày 9 tháng 2 năm 2007 tại Wayback Machine